# (4725) Milone
(4725) Milone (1975 YE) – planetoida z pasa głównego asteroid okrążająca Słońce w ciągu 4,91 lat w średniej odległości 2,89 j.a. Odkryta 31 grudnia 1975 roku.